# Carsten Clante
Carsten Clante (født 20. august 1934, død 26. februar 2017) var en dansk litterat og forfatter.
Clante blev cand.mag. 1962 og arbejdede som gymnasielærer, indtil han blev programsekretær ved Danmarks Radio med litteratur og aktuelt kulturstof som områder. Han har været medarbejder ved Orientering, redaktør ved tv-kulturmagasinet Vinduet og indenrigsredaktør på DR. I 2004 blev han pensioneret fra DR.
Derudover var han medredaktør af magasinerne Skanderborg Station og Film og Filmfolk, fra 1993 og frem til 2004 medredaktør af magasinet KulturNyt. Carsten Clante instruerede desuden dokumentarfilmene Den hårde sandhed (1981, om Tage Skou-Hansens forfatterskab) og Der er stof i os (om narkomani). Han udgav romanerne Når krigen er forbi (1982, Vindrose) Rent bord (2009) og Klassen (2006, begge på Forlaget Sohn).
Clante var indtil 1982 medlem af Danmarks Kommunistiske Parti, men meldte sig sammen med en række andre kulturpersonligheder ud af partiet i protest mod partiets kulturpolitik. De skrev en kronik i B.T. 10. juni dette år, hvor de udtalte hård kritik af partiets ledelse.